# プリンセス・ベイ駅
プリンセス・ベイ駅（プリンセス・ベイえき、英語：Prince's Bay）は、スタテンアイランドのプリンセス・ベイにあるスタテンアイランド鉄道の駅である。

## 駅構造
| G          | 地上階                       | 出入口                                             |
| P ホーム階 | 相対式ホーム、右側ドアが開く | 相対式ホーム、右側ドアが開く                       |
| P ホーム階 | 南行線                       | ← トッテンヴィル駅ゆき（プレザント・プレインズ駅） |
| P ホーム階 | 北行線                       | → セント・ジョージ駅ゆき（ヒューゲナット駅）→      |
| P ホーム階 | 相対式ホーム、右側ドアが開く |                                                    |

切土のホームで、コンクリート及び鉄でできた、相対式ホーム、緑色の屋根や壁で構成される。ホームの西端に、シギーン・アベニューへ通じる出入口が設置されている。また、セント・ジョージ行きのホームの東端には、駐車場に通ずる出入口があり、ハーバート・ストリートからアクセスできるパーク・アンド・ライドの1つとなっている。この駅は、1990年代初めに改築されるまで、スタテンアイランド鉄道最後の木造駅だった。

## バス接続
S55、S56とx23